# Gospić
Gospić (ˈɡɔːspitɕ, in italiano Gospici, desueto) è una città di 12 729 abitanti della Croazia capoluogo della regione della Lika e di Segna. 

## Geografia antropica

### Insediamenti
Il comune di Gospić comprende i seguenti 50 insediamenti:
Aleksinica, Barlete, Bilaj, Brezik, Brušane, Budak, Bužim, Debelo Brdo I, Debelo Brdo II, Divoselo, Donje Pazarište, Drenovac Radučki, Gospić, Kalinovača, Kaniža Gospićka, Klanac, Kruščica, Kruškovac, Kukljić, Lički Čitluk, Lički Novi, Lički Osik, Lički Ribnik, Mala Plana, Medak, Mogorić, Mušaluk, Novoselo Bilajsko, Novoselo Trnovačko, Ornice, Ostrvica, Oteš, Pavlovac Vrebački,  Počitelj, Podstrana, Podoštra, Popovača Pazariška, Rastoka, Rizvanuša, Smiljan, Smiljansko Polje, Široka Kula, Trnovac,  Vaganac, Velika Plana, Veliki Žitnik, Vranovine, Vrebac, Zavođe, Žabica.